# Change request

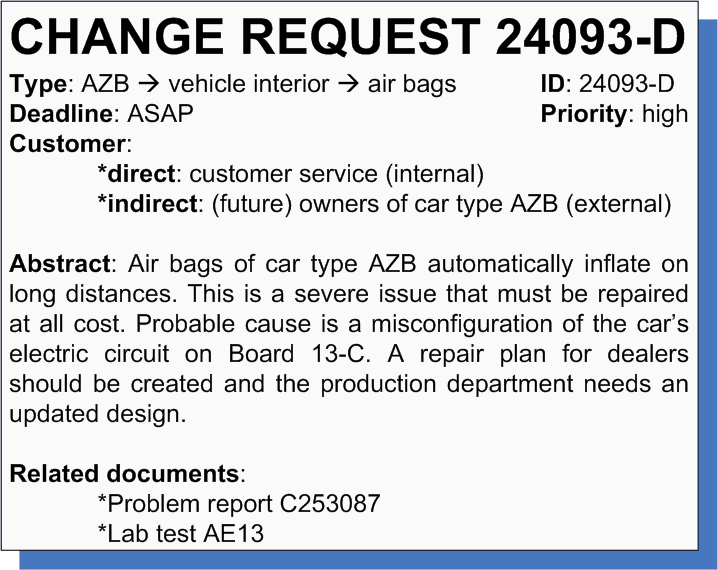
Voorbeeld van een change request in de auto-industrie

Een change request (verzoek tot aanpassing) is een document dat een aanvraag bevat voor een aanpassing van of aan een systeem. Een change request is van groot belang voor het change management proces.

## Opbouw
Een change request is declaratief, in andere woorden, het geeft aan wat er veranderd moet worden, maar niet aan hoe die verandering uitgevoerd moet worden. Belangrijke elementen van een change request zijn:
- ID,
- De klant (ID),
- De deadline(s) (indien acceptabel),
- Een indicatie of de aanpassing verplicht of optioneel is,
- Het type aanpassing (vaak wordt gekozen uit een domeinspecifieke ontologie),
- Een abstract, dit is een korte samenvatting.

## Aanleiding
Change requests vinden hun oorsprong in vijf bronnen:
1. Aangeven van bugs die problemen veroorzaken, deze identificeren en laten repareren, dit is de meest voorkomende bron
2. Systeemuitbreidingen, aangevraagd door de gebruikers
3. Gebeurtenissen in de ontwikkeling van andere systemen
4. Veranderingen in onderliggende structuren en/of standaarden (in de software ontwikkeling kan dit een nieuw besturingssysteem zijn)
5. Eisen vanuit het senior management

## Andere benamingen
Change requests komen onder vele namen voor, die in essentie hetzelfde concept beschrijven, hier een opsomming:
- Engineering Change (EC)[3]
- Engineering Change Request (ECR) bij Aero[4]
- Engineering Change Order (ECO)[5][6]. Engineering Change Order is een afzonderlijke stap na ECR. Nadat ECR is goedgekeurd door het ingenieur bureau wordt een ECO gemaakt om de verandering door te zetten;
- Change Notice bij chemicaliën[4]
- Action Request (AR) bij ABB Robotics AB[7]
- Request For Change (RFC)[8]. RFC is ook een veel gebruikte term in ITIL[1] en PRINCE2[9].
- Change Request (CR)[10][11][2][12], onder meer bij ABB Automation Products AB[7].